# Rodrigo Montes
Rodrigo Agustín Montes (Córdoba, Provincia de Córdoba, 3 de abril de 2000) es un futbolista argentino que se desempeña como mediocampista y su equipo actual es el Club Atlético Gimnasia y Esgrima de jujuy de la Primera B Nacional, siendo cedido por el Club Atlético Boca Juniors.

## Trayectoria

### Boca Juniors
Dio sus primeros pasos como futbolista en Atalaya, en la liga cordobesa. en el año 2014, con tan solo 13 años, llegó a las Divisiones inferiores de Boca Juniors. 
Su debut en la primera división se produjo el 24 de julio de 2021, en el partido frente al Club Atlético Banfield por la Liga Profesional 2021, debido a que el plantel profesional había sido aislado días antes por los incidentes ocurridos en el encuentro frente al Atlético Mineiro, en Brasil.
En un encuentro correspondiente al torneo local, fue titular frente a Atlético Tucumán, en el cual convirtió en la victoria 2-1 frente al elenco tucumano, produciéndose así su debut en las redes.

### Central Córdoba
A principios de 2022 fue cedido a Central Córdoba (S.E.) con una opción de compra de 2 millones de dólares.En el ferroviario disputó diez partidos. A finales del préstamo sería cedido nuevamente a Gimnasia y Esgrima de Mendoza pero el pase se cayó dando el regreso de Montes a Boca nuevamente.

### Gimnasia y Esgrima de jujuy
En enero de 2024 es cedido nuevamente a préstamo, esta vez a Gimnasia y Esgrima de Jujuy que transita el campeonato de Primera Nacional.

## Estadísticas

### Clubes
- Actualizado hasta el 27 de octubre de 2024

| Club | Div.                | Temporada           | Liga  | Liga  | Liga   | Copas nacionales(1) | Copas nacionales(1) | Copas nacionales(1) | Torneos internacionales(2) | Torneos internacionales(2) | Torneos internacionales(2) | Total | Total | Total  |
| Club | Div.                | Temporada           | Part. | Goles | Asist. | Part.               | Goles               | Asist.              | Part.                      | Goles                      | Asist.                     | Part. | Goles | Asist. |
| --- | ------------------- | ------------------- | ----- | ----- | ------ | ------------------- | ------------------- | ------------------- | -------------------------- | -------------------------- | -------------------------- | ----- | ----- | ------ |
| Boca Juniors Argentina | 1.ª                 | 2021                | 10    | 1     | 0      | 1                   | 0                   | 0                   | -                          | -                          | -                          | 11    | 1     | 0      |
| Boca Juniors Argentina | 1.ª                 | 2023                | -     | -     | -      | -                   | -                   | -                   | -                          | -                          | -                          | 0     | 0     | 0      |
| Boca Juniors Argentina | Total club          | Total club          | 10    | 1     | 0      | 1                   | 0                   | 0                   | -                          | -                          | -                          | 11    | 1     | 0      |
| Central Córdoba Argentina | 1.ª                 | 2022                | 4     | 0     | 1      | 6                   | 0                   | 0                   | -                          | -                          | -                          | 10    | 0     | 1      |
| Central Córdoba Argentina | Total club          | Total club          | 4     | 0     | 1      | 6                   | 0                   | 0                   | -                          | -                          | -                          | 10    | 0     | 1      |
| Gimnasia y Esgrima (Jujuy) Argentina | 2.ª                 | 2024                | 13    | 0     | 0      | 0                   | 0                   | 0                   | -                          | -                          | -                          | 13    | 0     | 0      |
| Gimnasia y Esgrima (Jujuy) Argentina | Total club          | Total club          | 13    | 0     | 0      | 0                   | 0                   | 0                   | -                          | -                          | -                          | 13    | 0     | 0      |
| Total en su carrera | Total en su carrera | Total en su carrera | 27    | 1     | 1      | 7                   | 0                   | 0                   | 0                          | 0                          | 0                          | 34    | 1     | 1      |
| (1) Incluye datos de la Copa Superliga y Copa Argentina. (2) Incluye datos de la Copa Libertadores. (3) No incluye goles en partidos amistosos. |                     |                     |       |       |        |                     |                     |                     |                            |                            |                            |       |       |        |

## Palmarés

### Campeonatos nacionales
| Título         | Equipo       | Sede      | Año     |
| -------------- | ------------ | --------- | ------- |
| Copa Argentina | Boca Juniors | Argentina | 2019-20 |

### Otros logros
| Título            | Equipo       | País      | Año  |
| ----------------- | ------------ | --------- | ---- |
| Torneo de Reserva | Boca Juniors | Argentina | 2021 |